# 贝格诺伊施塔特
贝格诺伊施塔特（德語：Bergneustadt，發音：[bɛʁkˈnɔʏʃtat] ⓘ）是德国北莱茵-威斯特法伦州科隆行政区上贝格县的城市，面积37.89平方千米，2023年12月31日人口为18,621人。